# Процедурное текстурирование

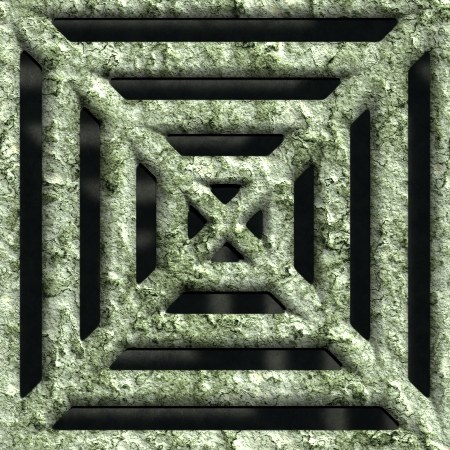
Процедурная текстура решетки пола, созданная редактором текстур Genetica.

Процедурное текстурирование — метод создания текстур, при котором цифровое изображение текстуры создается с помощью какого-либо алгоритма (процедурного алгоритма). Широко применяется в 3D-графике кино- и игровой индустрией.
Лучше всего процесс процедурного текстурирования представить в виде блоков (операторов). Существует три типа блоков:
- генераторы
- фильтры
- вспомогательные

Каждый генератор и фильтр реализует какой-либо процедурный алгоритм. Каждый блок имеет совокупность параметров.
Даже если не использовать такую схему все равно она сводится к этому общему случаю.
Для создания «природных» текстур, таких как дерево, гранит, металл, камни, лава в качестве фильтров используются фрактальный шум (англ. fractal noise) и ячеистые текстуры (англ. cellular textures).
Свойства процедурных текстур:
- Обратимость. В процедурной текстуре сохраняется вся история её создания.
- Малый размер (если в качестве исходных данных к процедурным алгоритмам выступают только числовые значения).
- Неограниченное количество вариаций при использовании стохастических (использующих генератор псевдослучайных чисел) алгоритмов.
- Масштабируемость до любого размера (зависит от процедурного движка/библиотеки).
- Одновременно с итоговой текстурой очень легко получаются alpha-, bump-, reflect-карты.

Существует класс программ, позволяющих воспользоваться преимуществами процедурной генерации текстур. В число таких програм входят: Adobe Photoshop, Adobe Substance 3D Designer, Adobe After Effects, Blender, Corel PhotoPaint, Autodesk 3ds Max, Autodesk Maya, Modo, Filter Forge, Genetica, MaPZone, DarkTree, Texture Maker, .werkkzeug, и другие.